# Instagrammo
Instagrammo è un singolo dei rapper italiani Gemitaiz e MadMan, pubblicato il 30 maggio 2014 come secondo estratto dall'album in studio Kepler.
Il singolo ha visto la partecipazione vocale del rapper e cantante italiano Coez.

## Video musicale
Il videoclip, diretto da Jacopo Rondinelli, è stato pubblicato il 2 luglio 2014 attraverso il canale YouTube dei due rapper.